# Peter Siepen
Peter Siepen, född 28 december 1962 i Nacka församling, Stockholm, är en svensk programledare och discjockey.
Efter att ha arbetat som busschaufför och med provning av microchips på RIFA fick Siepen sitt första tv-engagemang 1990 på Kanal 5 som programledare för Palladium top 10. Han har sedan dess medverkat som programledare för ett antal tv-program på Kanal 5, ZTV, SVT, TV4 Plus, TV4 och TV6.

## Radio- och TV-program
Programledare:
| Årtal aktiv | Programnamn                  | TV-kanal |
| ----------- | ---------------------------- | -------- |
| 2006–2007   | Rocky & Drago                | TV6      |
| 2005        | Hej Fredag                   | Kanal 5  |
| -           | Efter plugget                | SVT      |
| 1994, 1995  | Estrad                       | ZTV      |
| -           | Forma Kroppen                | TV4 Plus |
| 1996        | Jag, Peter                   | ZTV      |
| 1995        | Lilla Peter                  | ZTV      |
| 1996        | Massa                        | ZTV      |
| -           | När & fjärran                | TV4      |
| -           | Nöjesredaktionen             | SVT      |
| -           | Palladium top 10             | Kanal 5  |
| 1996        | Peter, Khakimannen           | ZTV      |
| -           | Roomservice                  | TV9      |
| -           | The Best of Fredrik Sangberg | Kanal 5  |
| 1993        | VJ                           | ZTV      |
| 1997        | ZTV på väg                   | ZTV      |

Övrig medverkan i TV
- Jakten på det perfekta livet, SVT (2012)